# Thea Sybesma
Thea Sybesma, née le 18 novembre 1960 à Idskenhuizen, est une triathlète et duathlète professionnelle néerlandaise. Elle est la première championne du monde et d'Europe de duathlon en 1990, double championne des Pays-Bas et d'Europe de triathlon

## Biographie

### Jeunesse
Thea Sybesma étudie la physiothérapie et la médecine à Groningue.

### Carrière
Thea Sybesma  pratique le triathlon et duathlon.  En 1990 elle remporte les premiers championnats du monde et d'Europe de l'histoire de ce sport.  Elle remporte trois fois les championnats d'Europe de duathlon en 1990, 1991 et 1992. En 1991 elle remporte l'Ironman de Roth course support du championnat d'Europe longue distance et ajoute ce titre à son palmarès. Elle est la première triathlète à passer sous la barre des neuf heures sur cette compétition. Qualifiée en 1992 pour le championnat du monde d'Ironman à Kona (Hawaï), elle termine sur le podium à la troisième place.

### Reconversion
Thea Sybesma met un terme à sa carrière sportive en 1993 et travaille comme chirurgien orthopédiste à l’hôpital Saint Anna à Geldrop aux Pays-Bas.

## Palmarès
Le tableau présente les résultats les plus significatifs (podium) obtenus sur le circuit international de duathlon et de triathlon depuis 1990.
| Année | Compétition                                  | Pays       | Position           | Temps           |
| ----- | -------------------------------------------- | ---------- | ------------------ | --------------- |
| 1993  | Ironman Australie                            | Australie  | Médaille de bronze | Timing          |
| 1993  | Midwinter-Marathon                           | Allemagne  | Médaille d'or      | 2 h 46 min 14 s |
| 1992  | Ironman - Championnat du monde à Kailua-Kona | États-Unis | Médaille de bronze | 9 h 26 min 57 s |
| 1992  | Ironman Europe                               | Allemagne  | Médaille d'argent  | Timing          |
| 1992  | Almere-Triathlon                             | Pays-Bas   | Médaille d'or      | 9 h 5 min 53 s  |
| 1992  | Championnat des Pays-Bas longue distance     | Pays-Bas   | Médaille d'or      | 9 h 5 min 53 s  |
| 1991  | Ironman Europe                               | Allemagne  | Médaille d'or      | 8 h 55 min 29 s |
| 1991  | Championnat d'Europe longue distance         | Pays-Bas   | Médaille d'or      | 9 h 18 min 4 s  |
| 1991  | Championnat des Pays-Bas longue distance     | Pays-Bas   | Médaille d'or      | 9 h 18 min 4 s  |
| 1990  | Championnat d'Europe                         | Autriche   | Médaille d'or      | Timing          |
| 1990  | Triathlon International de Nice              | France     | Médaille de bronze | 6 h 49 min 33 s |
| 1990  | Almere-Triathlon                             | Pays-Bas   | Médaille d'or      | 9 h 20 min 35 s |
| 1990  | Championnat des Pays-Bas longue distance     | Pays-Bas   | Médaille d'or      | 9 h 20 min 35 s |

| Année | Compétition                       | Pays        | Position           | Temps           |
| ----- | --------------------------------- | ----------- | ------------------ | --------------- |
| 1992  | Championnats du monde de duathlon | Allemagne   | Médaille de bronze | Timing          |
| 1992  | Championnats d'Europe de duathlon | Suisse      | Médaille d'or      | 1 h 32 min 28 s |
| 1992  | Powerman Duathlon                 | Suisse      | Médaille d'argent  | 7 h 10 min 27 s |
| 1991  | Championnats du monde de duathlon | États-Unis  | Médaille de bronze | 3 h 23 min 30 s |
| 1991  | Championnats d'Europe de duathlon | Royaume-Uni | Médaille d'or      | 1 h 29 min 59 s |
| 1991  | Powerman Duathlon                 | Suisse      | Médaille d'argent  | 7 h 17 min 4 s  |
| 1990  | Championnats du monde de duathlon | États-Unis  | Médaille d'or      | Timing          |
| 1990  | Championnats d'Europe de duathlon | Espagne     | Médaille d'or      | 1 h 32 min 34 s |